# 달력
달력(calendar)은 1년을 날짜별로 달, 날, 요일, 기념일, 공휴일 등을 표기한 책자 형태의 물건이다. 책력(冊曆)은 1년의 시령과 그 날짜를 기록한 문서를 말한다. 또한 책력은 한 달 또는 두 달을 한 장에 나타내는 달력이 주를 이루나, 한 장에 하루씩 나타나는 일력(日曆)도 있고, 한 장에 일주일을 엮은 주력(週曆)도 있으나, 보통 그것들도 달력이라 부른다.

## 역사
로마와 중국 등 고대의 문헌, 기록에는 초기 형태의 달력이 포함되어 있다. 현대의 달력은 얼머낵 등과 함께 발전되었으며 종교, 문화, 기상, 천문학, 점성술 정보를 표 형식으로 모아두었다. 여기에는 점성술 예측을 가져가준 프랙티카(practica)와 개인/전문가 용도의 다이어리가 포함된다.
인쇄는 날짜를 추적하는 많은 관련 출판물 유형을 발생시켰으며, 그 중 달력은 하나에 불과하다. 현대 달력은 종교적, 문화적, 기상학적, 천문학적, 점성술적 정보를 표 형식으로 수집한 연감, 앞으로의 한 해에 대한 점성술적 예측을 제공한 실용주의, 그리고 개인적이고 전문적인 사용을 위한 일기와 같은 다른 것들과 함께 진화했다. 가로 인쇄의 도입으로 달력을 하나의 큰 종이에 인쇄할 수 있게 되었고, 기본 달력은 더 상세한 일기와 실제 달력과 구별되었다. 정확한 시계가 없는 상황에서 달력은 시간을 기록하는 보조 도구로 두 배가 되었다. 일출과 달이 뜨는 시간을 기록함으로써 달력은 농부들이 들판에서 시간을 알려주는 데 도움이 되었다.

## 달력 장식
실용적인 사용과 함께, 달력은 장식품으로 발전했다. 일반적으로 각 페이지에는 계절과 관련된 새 이미지가 포함된다. 일반적인 주제는 풍경, 자동차, 야생동물, 남성 또는 여성 모델, 대중 문화를 포함한다. 기업들은 종종 자신의 이름과 연락처가 적힌 벽걸이 달력을 고객들에게 홍보 상품으로 무료로 나눠준다.
특히 영향력 있는 달력 유형은 누드 달력 또는 핀업 달력으로, 옷을 거의 입지 않거나 나체 모델의 이미지를 포함하는 달력이다. 어떤 것들은 본질적으로 포르노적이지만, 더 최근의 발전은 코믹한 상황에 있는 사람들을 묘사하고 자선을 위해 출판된 달력이다.

## 갤러리

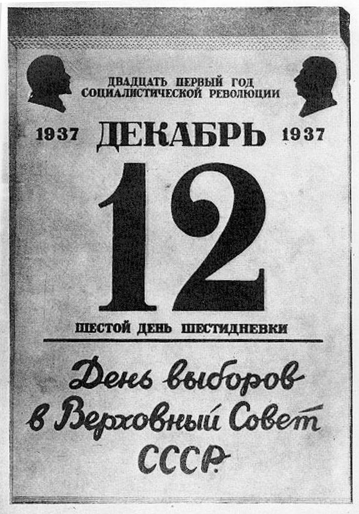
1937년 12월 12일을 보여주며 시민들에게 선거일임을 상기시키는 소련의 날 달력 Election Day
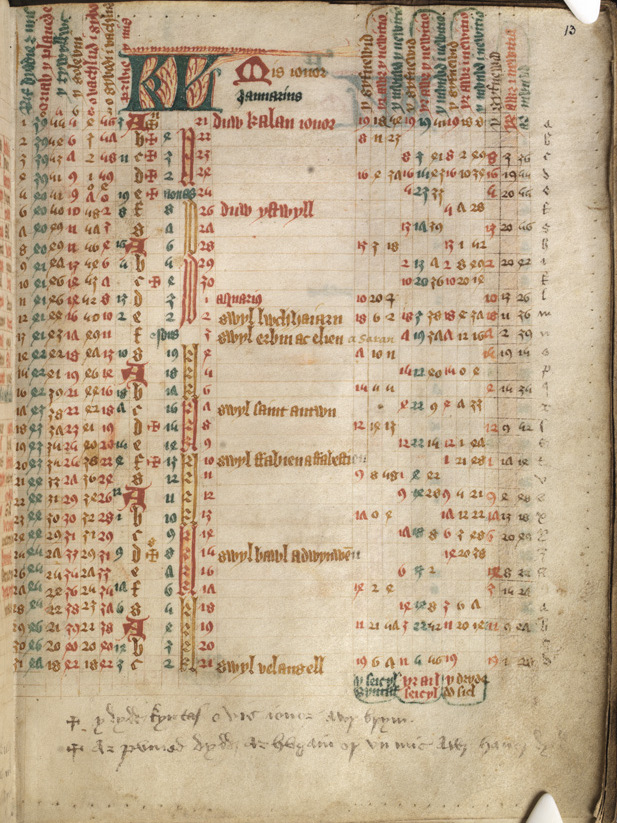
15세기 후반 웨일스 성인 달력 calendar of saints
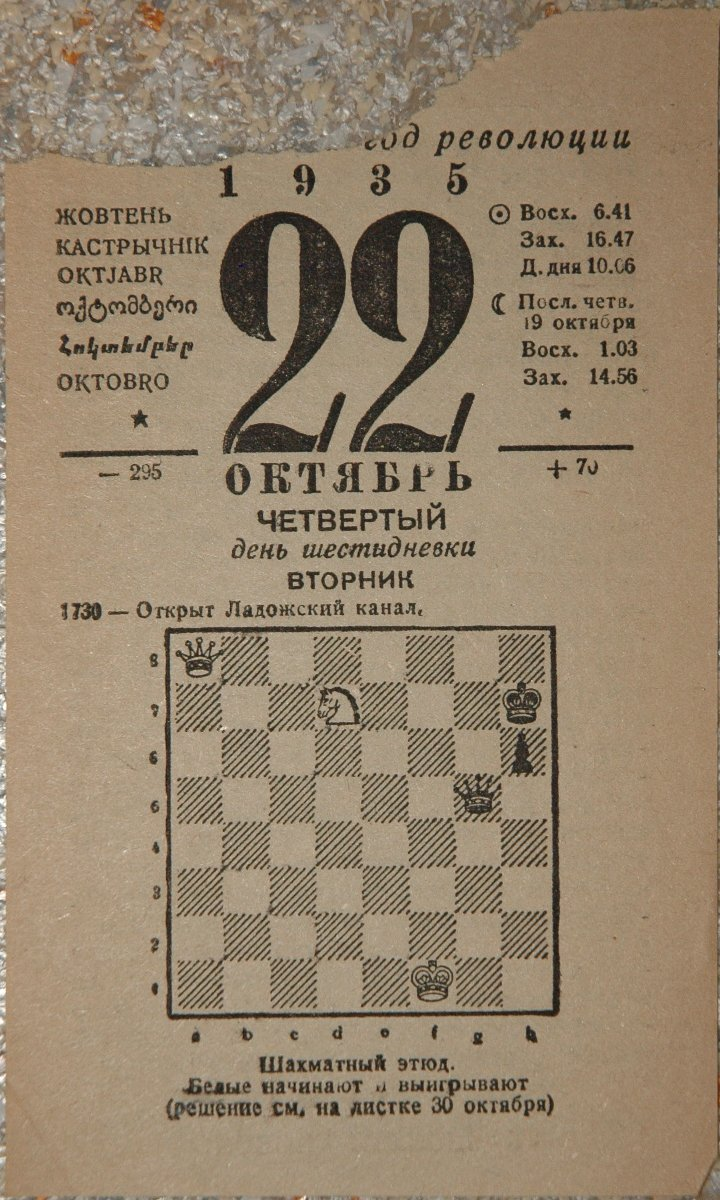
1935년 10월 22일을 보여주는 소련 달력, 오락을 위한 매일의 체스 문제 chess problem
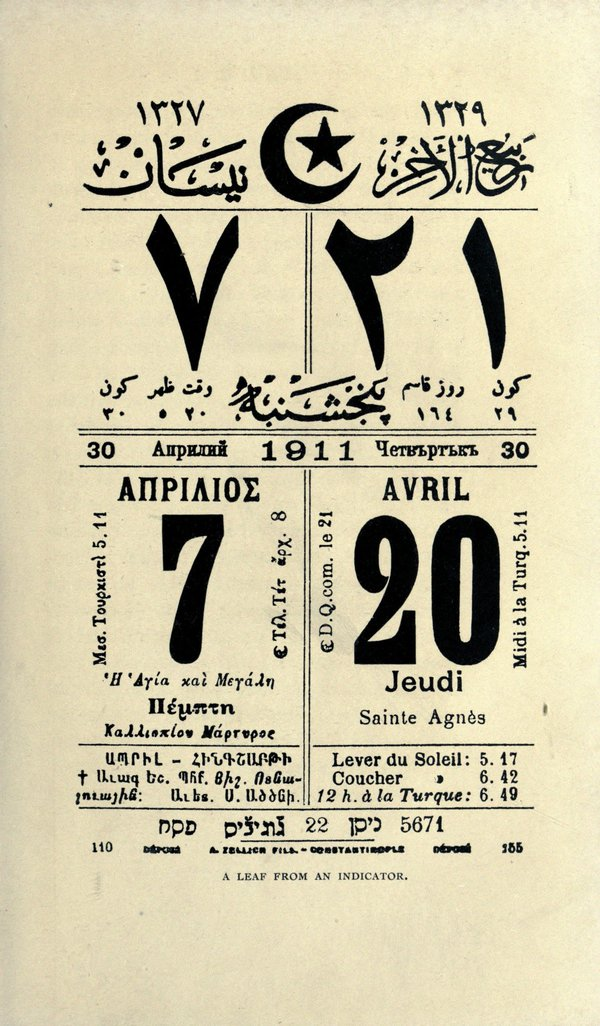
동일한 날짜를 여러 형식 및 언어로 표시하는 오스만 달력: 루미, Rumi, 율리우스 Julian, 그레고리안 Gregorian, 이슬람 Islamic 그리고 히브리어 Hebrew
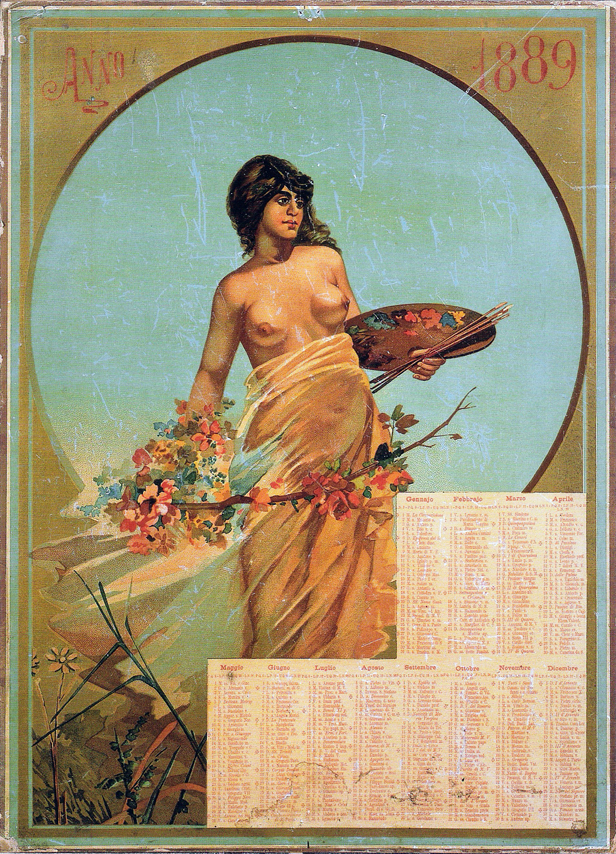
초기 핀업 일정관리 달력 pin-up
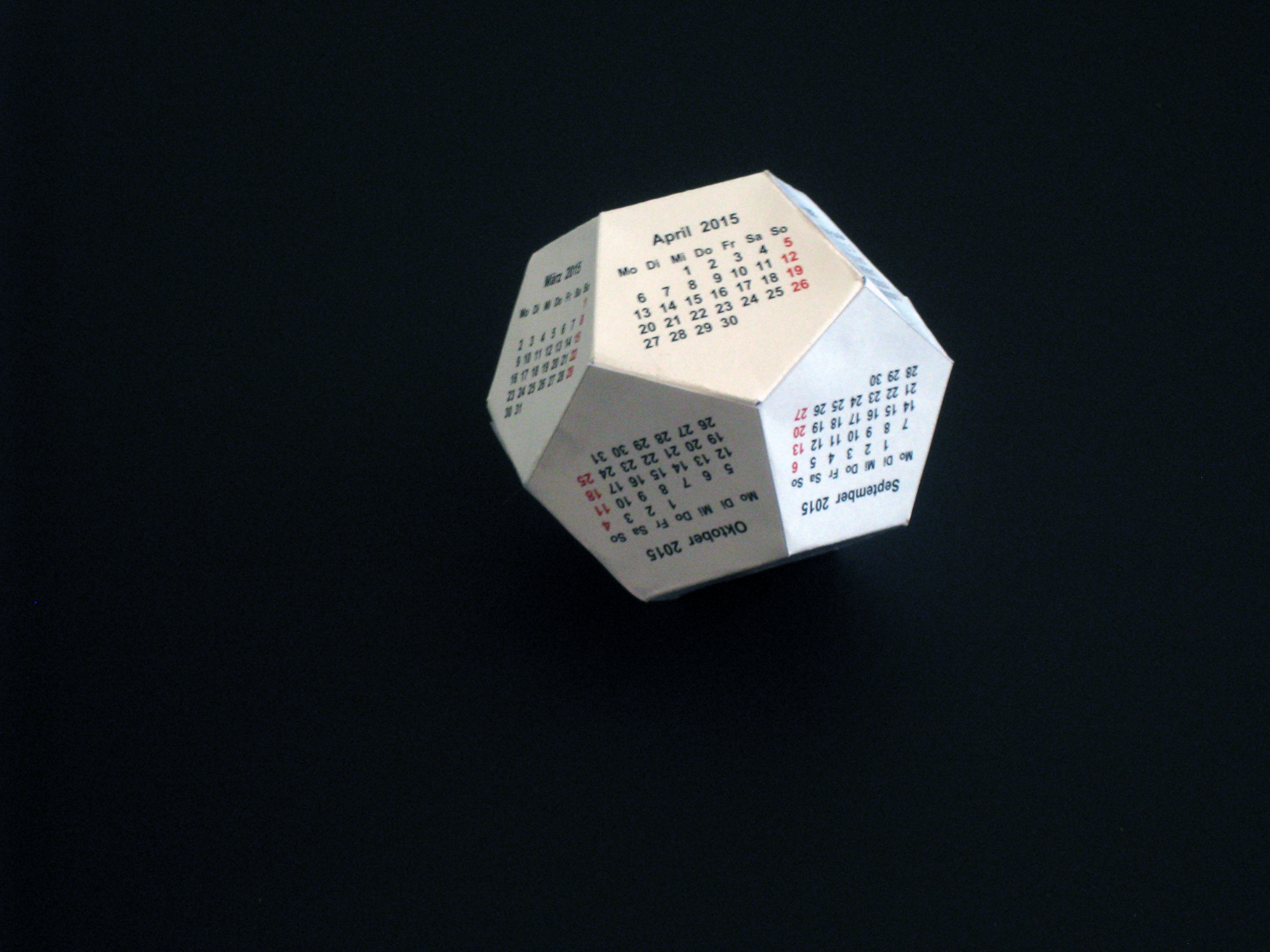
십이면체에 인쇄된 달력 dodecahedron
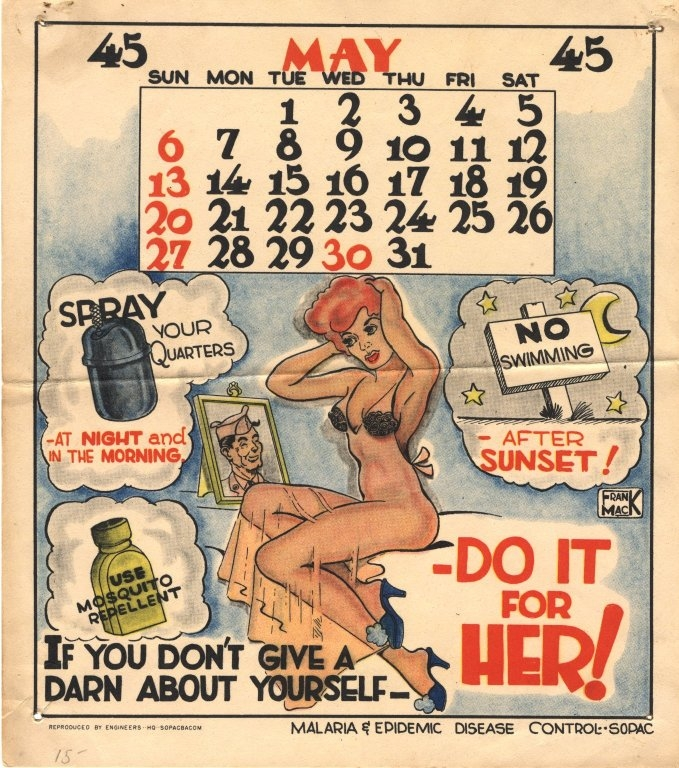
핀업 스타일을 사용하여 말라리아 대책을 촉구하는 선전 달력 propaganda malaria
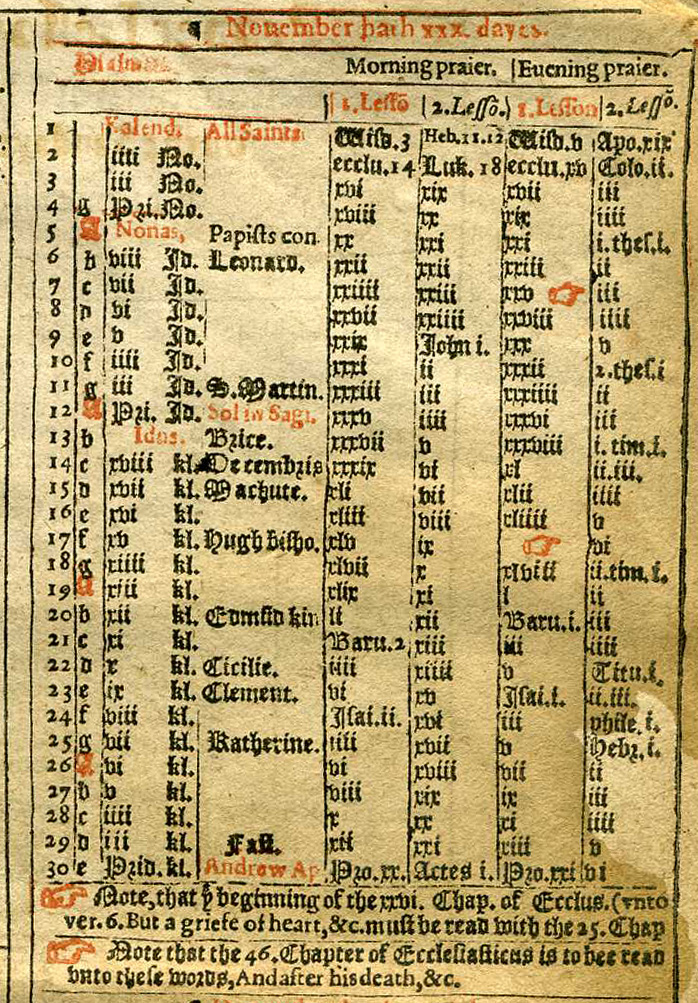
기도서에 나오는 기도 달력 Book of Common Prayer
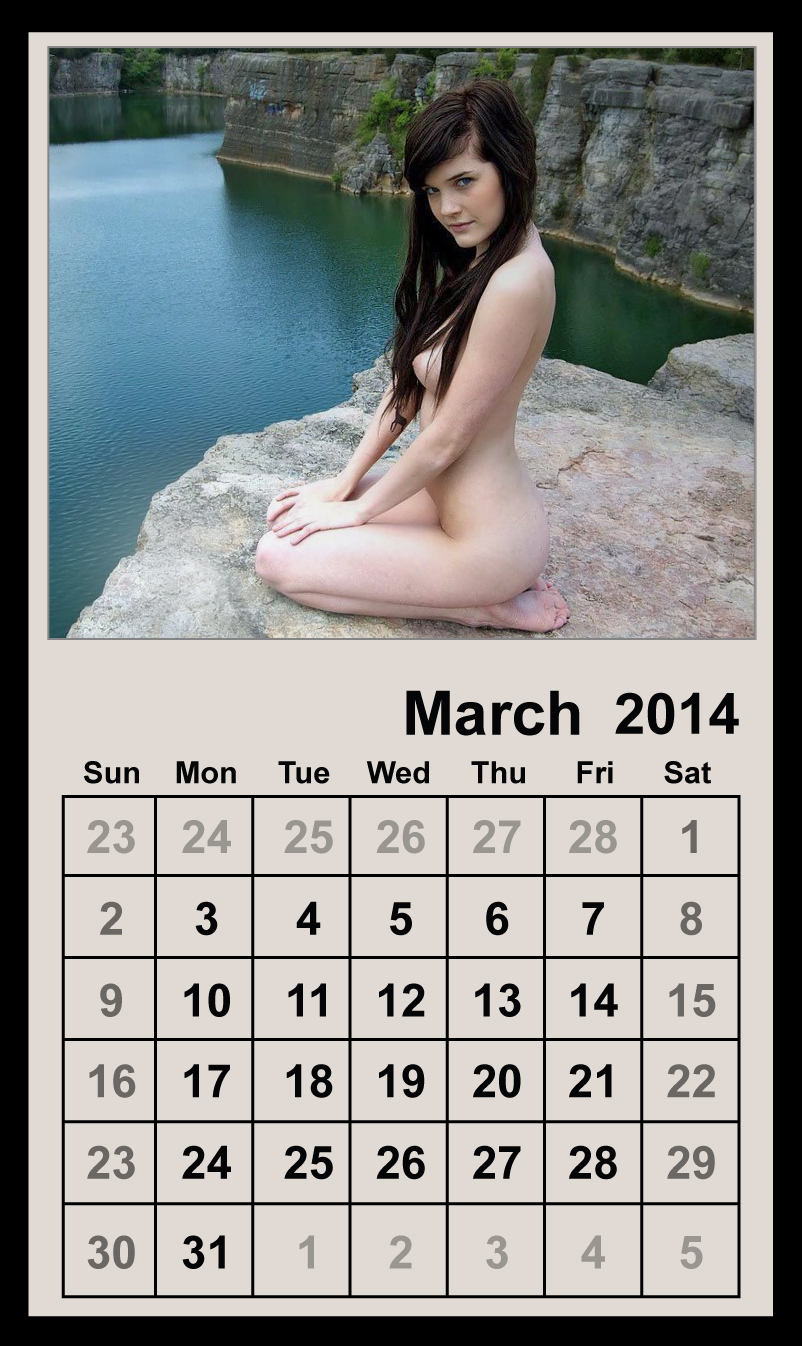
나체달력 nude calendar
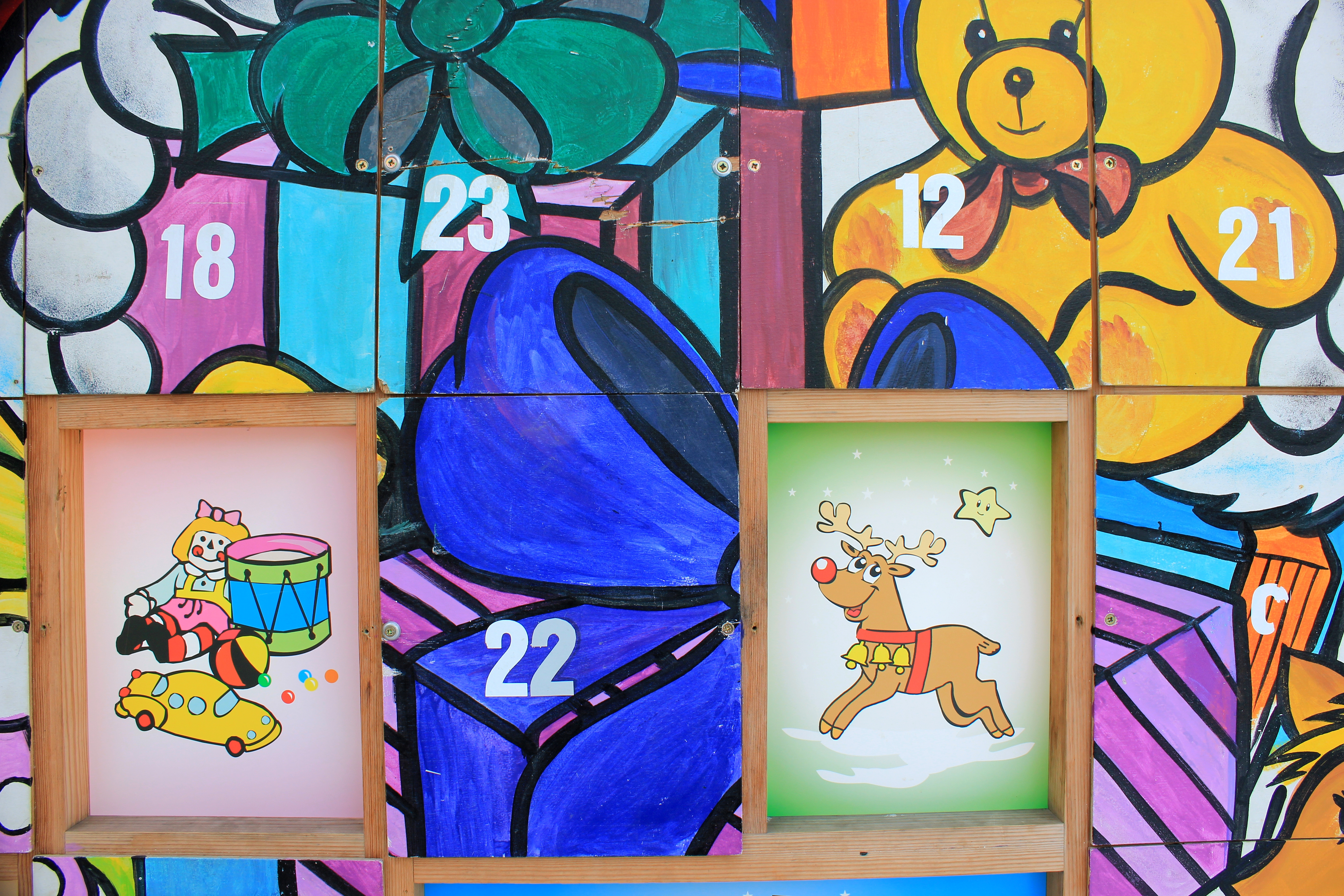
문이 열린 그리스 강림절(크리스마스) 달력Advent
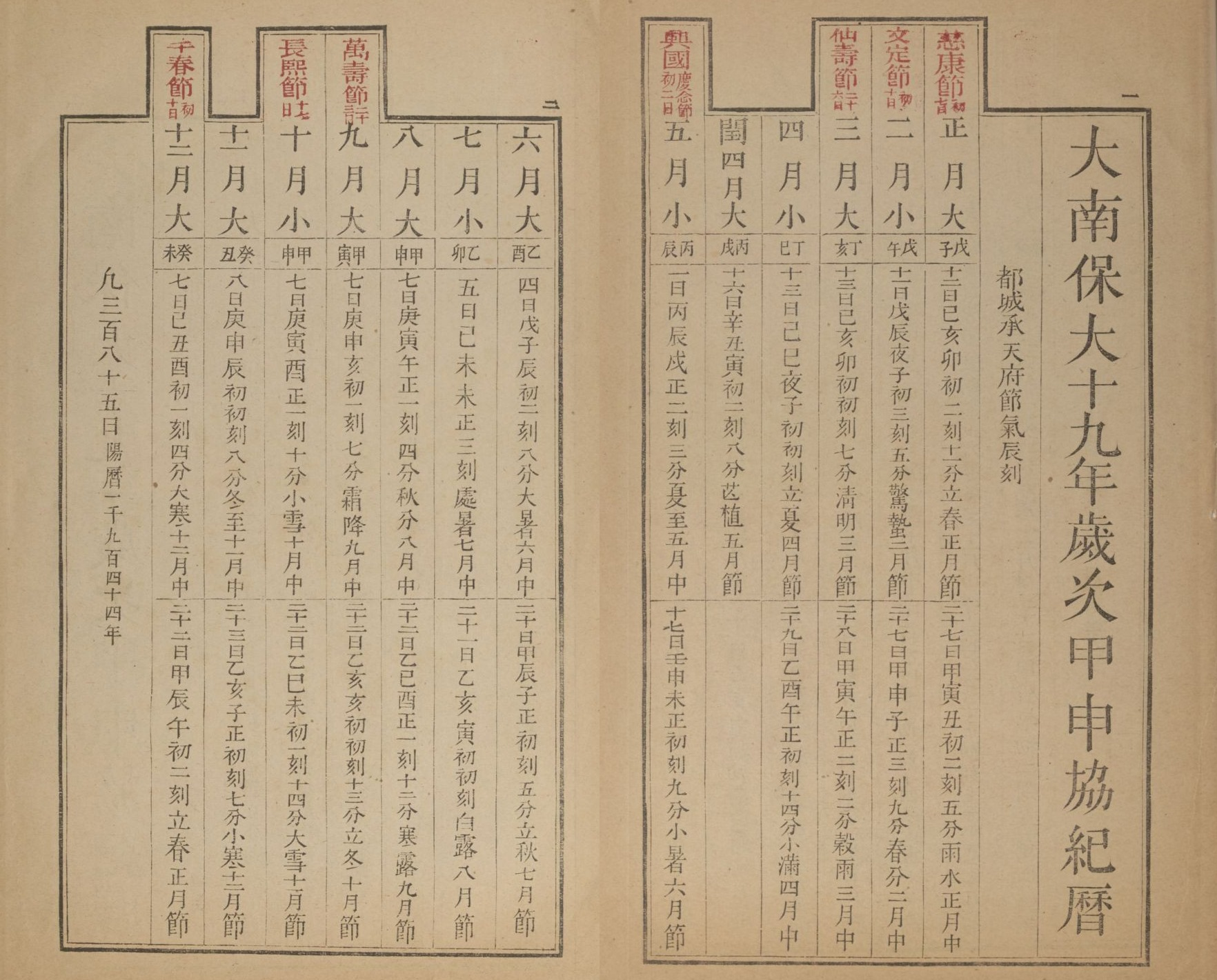
응우옌 왕조의 모든 국경일과 기념일을 보여주는 바오다이 19년(1944년)에 발행된 베트남 달력 Vietnamese calendar Bảo Đại Nguyễn dynasty.

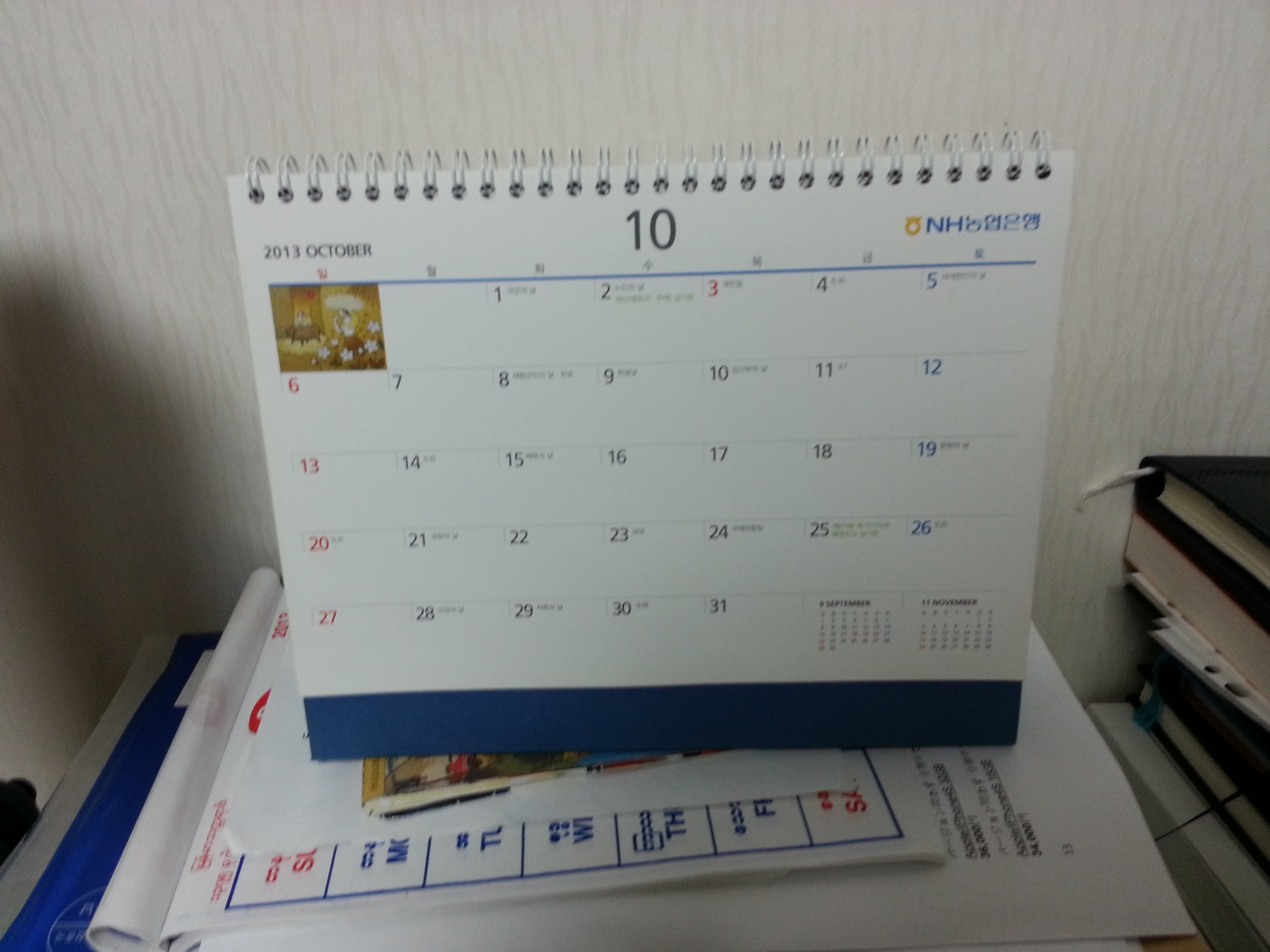
탁상용 달력 (2013년 10월)
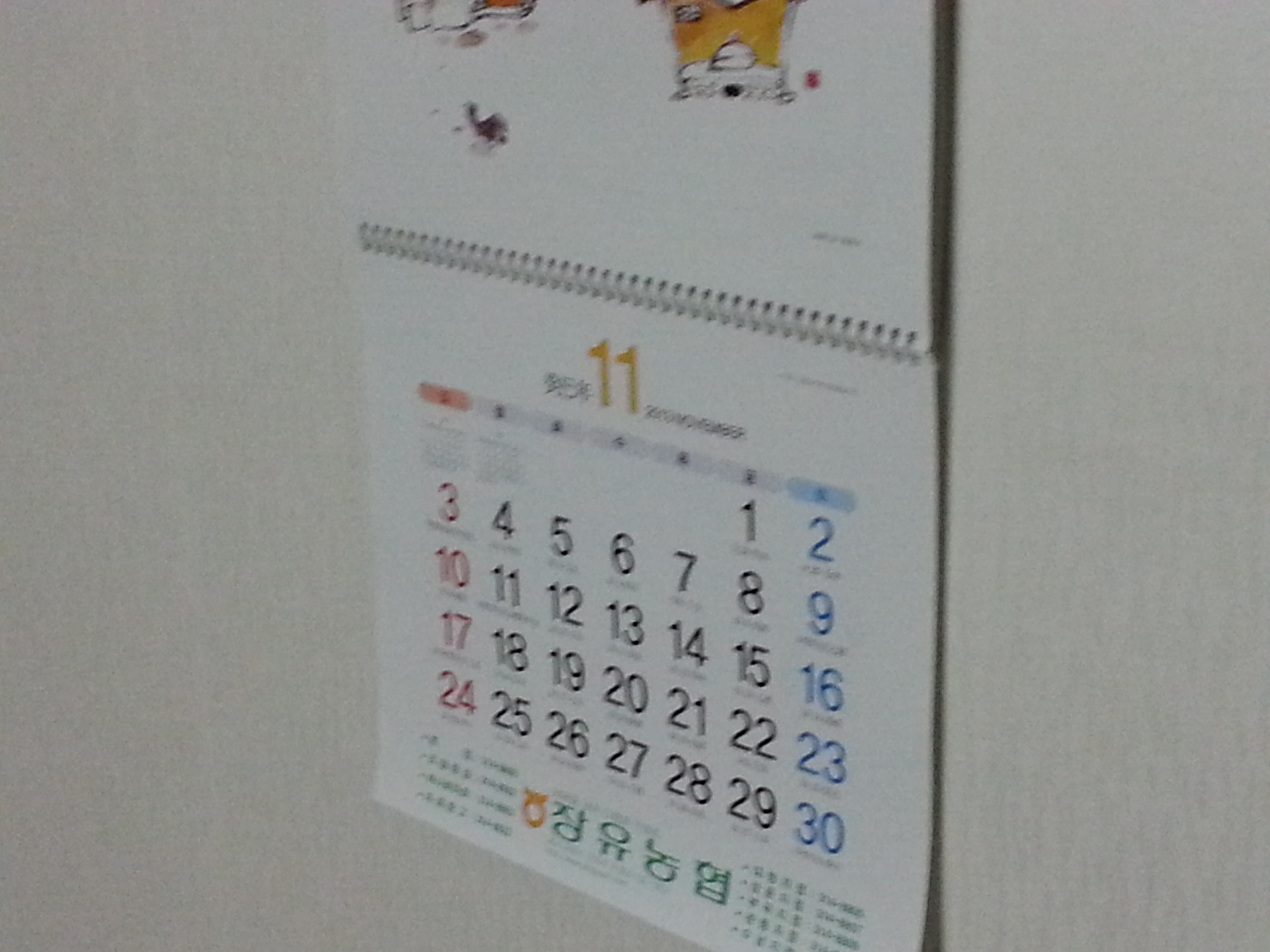
벽걸이용 달력 (2013년 11월)
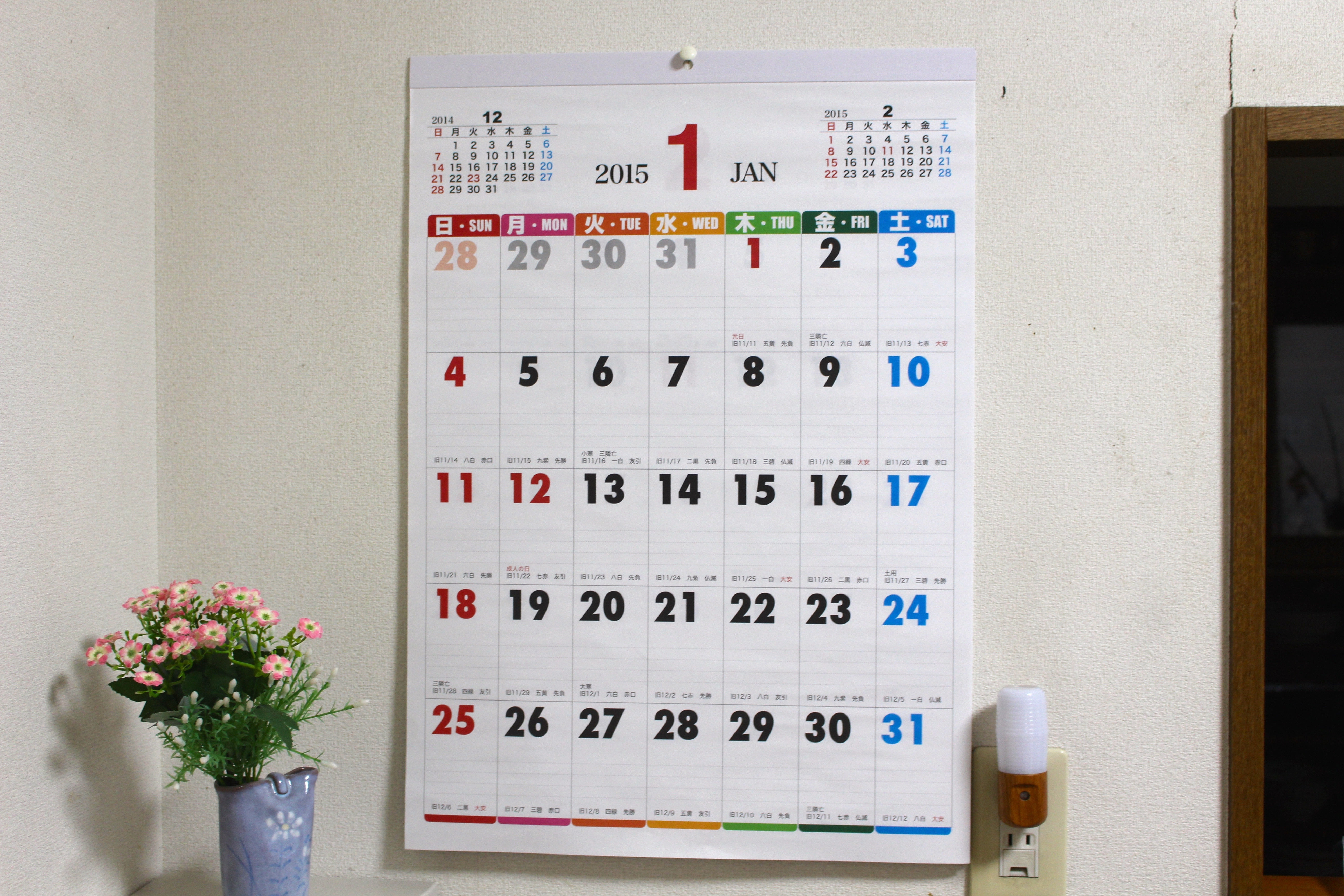
일본의 달력 (2015년 1월)
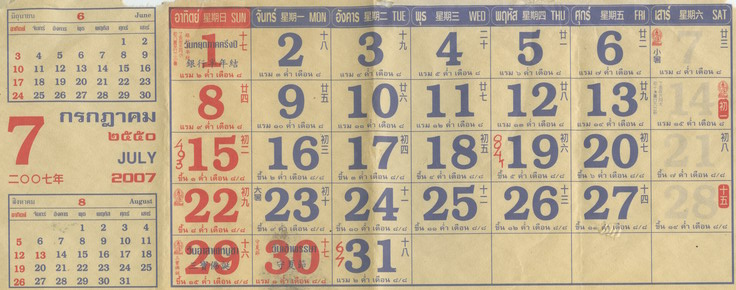
타이의 달력 (2007년 7월)

## 같이 보기
- 역법
- 태양력
- 태음력
- 임시공휴일
- 대체공휴일